# Giovanni Battista Colonna
Giovanni Battista Colonna (* nach 1607; † 8. April 1637) war ein italienischer Geistlicher und Lateinischer (Titular-)Patriarch von Jerusalem.

## Leben
Giovanni Battista Colonna entstammte der weitverzweigten Adelsfamilie der Colonna und war eines der elf Kinder von Filippo I. Colonna, sechster Herzog und Fürst von Paliano, und dessen Ehefrau Lucrezia Tomacelli. Unter seinen Brüdern war der spätere Kardinal Girolamo Colonna (1604–1666), der ältere Bruder Egidio (Carlo) Colonna OSB (1607–1686) war ebenfalls Patriarch von Jerusalem.
Am 7. April 1636 wurde Giovanni Battista Colonna zum Lateinischen Patriarchen von Jerusalem erwählt. Die Bischofsweihe spendete ihm am 27. April desselben Jahres sein Bruder Kardinal Girolamo Colonna, Erzbischof von Bologna; Mitkonsekratoren waren Virgilio Fiorenzi (Fiorentini), Bischof von Nocera Umbra, und Benedetto Landi, ehemaliger Bischof von Fossombrone. Bereits ein Jahr später starb Giovanni Battista Colonna.